# Pardosa montgomeryi
Pardosa montgomeryi là một loài nhện trong họ Lycosidae.
Loài này thuộc chi Pardosa. Pardosa montgomeryi được Willis J. Gertsch miêu tả năm 1934.